# Cuonetzingo
Cuonetzingo är en ort i Mexiko.   Den ligger i kommunen Chilapa de Álvarez och delstaten Guerrero, i den södra delen av landet, 210 km söder om huvudstaden Mexico City. Cuonetzingo ligger 1 946 meter över havet och antalet invånare är 1 644.
Terrängen runt Cuonetzingo är kuperad åt nordost, men åt sydväst är den bergig. Cuonetzingo ligger uppe på en höjd. Runt Cuonetzingo är det glesbefolkat, med 20 invånare per kvadratkilometer. Närmaste större samhälle är Chilapa de Alvarez, 12,1 km nordost om Cuonetzingo. I omgivningarna runt Cuonetzingo växer huvudsakligen savannskog.